# Croix de diamant

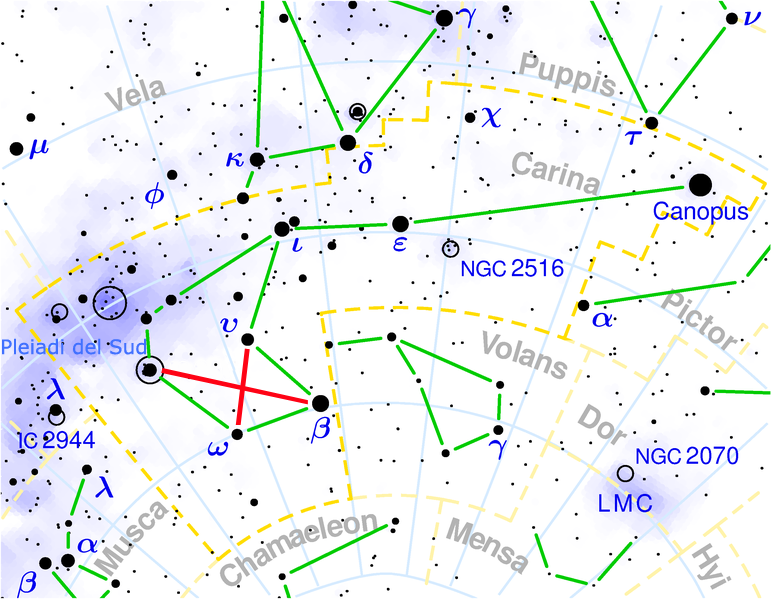
Croix de diamant

La Croix de diamant est un astérisme de la constellation australe de la Carène, voisine du pôle sud céleste. La Croix de diamant est composée de quatre étoiles brillantes : β Carinæ, θ Carinae, υ Carinae et Omega Carinae. Ces quatre étoiles créent une forme de diamant presque parfaite, d'où le nom "Croix de diamant". L'astérisme complet est visible à tous les observateurs au sud de la latitude 20°N.
Elle possède une forte ressemblance avec la Croix du Sud et la Fausse Croix et, comme elles, ne possède pas d'étoile centrale dans le dessin de la croix, créant une forme de diamant ou de losange. La Croix de diamant et la Fausse Croix sont parfois confondues avec la vraie Croix du Sud, bien que la Fausse Croix soit plus trompeuse que la Croix de Diamant, car la majorité de ses étoiles ont environ les mêmes déclinaisons que les étoiles de la Croix du Sud.